# Ricochete (balística)

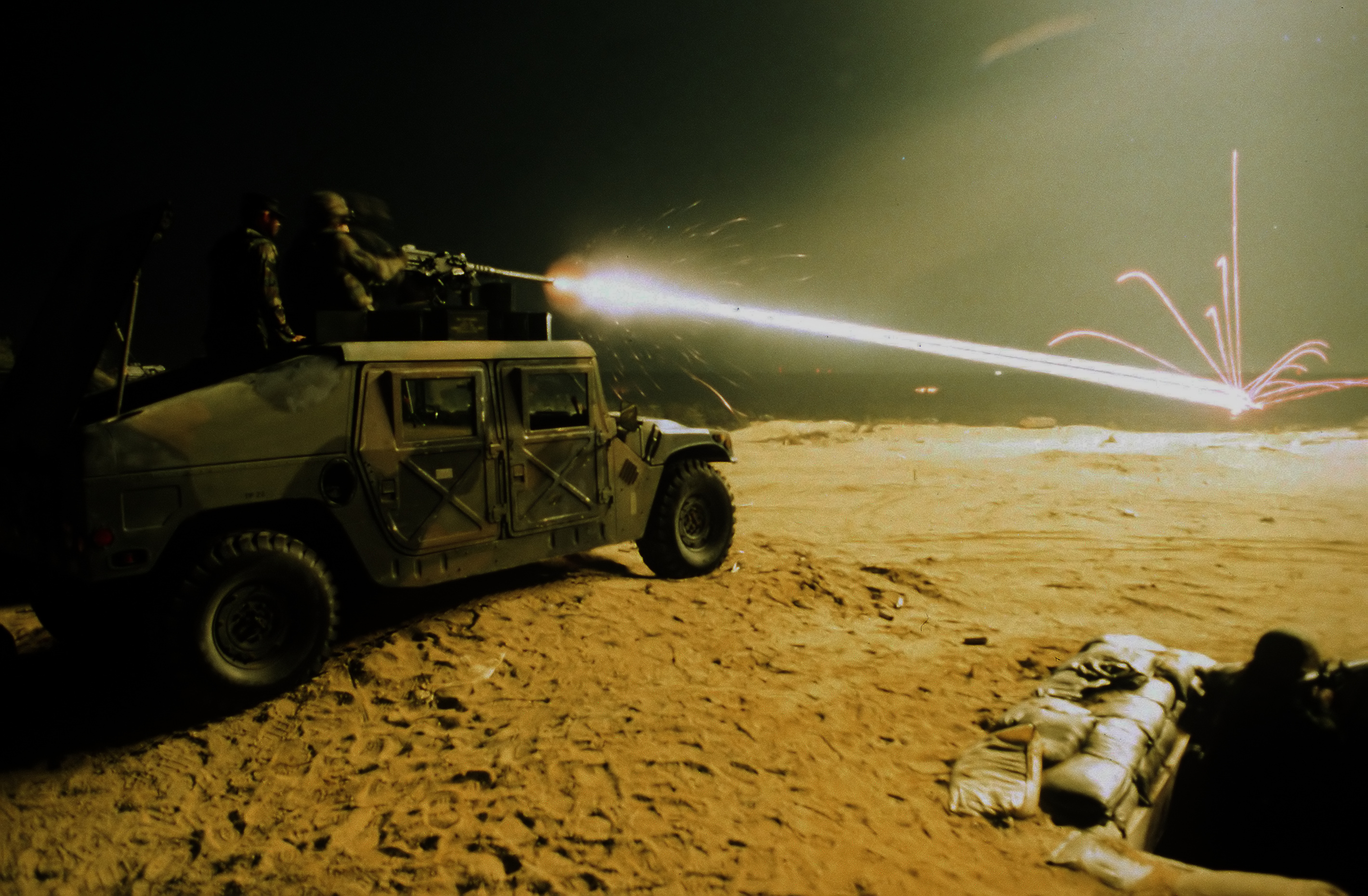
Exemplo de ricochetes de uma "bala traçante"

Um ricochete ocorre, quando um projétil ou fragmento de projétil é rebatido por um objeto em vez de penetrar nele. O comportamento de um ricochete, varia de acordo com o formato, material, rotação velocidade, distância, material do alvo e ângulo de incidência.

## Características
Ricochetes podem ocorrer com qualquer calibre, e fragmentos ou projéteis ricocheteados podem não produzir o som característico causado por disparos normais.
A maioria dos ricochetes, é causada por acidente, e enquanto a força de deflexão desacelera o projétil, ele pode continuar com energia suficientemente perigosa quanto antes da deflexão. A possibilidade de ricochetes é uma das razões para a "regra de segurança de armas" que diz: "NUNCA DISPARE CONTRA UMA SUPERFÍCIE PLANA E DURA".